# Bnabil
Bnabil (arabe : بنابل) est un village libanais directement collé au village de Mar Michael.
Ce village est donc situé dans le caza du Metn au Mont-Liban au Liban. La population est presque exclusivement chrétienne.